# Telemark-Weltmeisterschaft 2021
Die 23. Telemark-Weltmeisterschaft 2021 fand vom 18. bis 21. März 2021 in Melchsee-Frutt statt. Es wurden Wettbewerbe in den Einzeldisziplinen Classic, Sprint und Parallelsprint ausgetragen. Zudem fand ein Mixed-Teamwettbewerb im Parallelsprint statt.

## Medaillenspiegel
| Platz | Land        |   |   |   |    |
| ----- | ----------- | - | - | - | -- |
| 1     | Schweiz     | 6 | 3 | 5 | 14 |
| 2     | Norwegen    | 1 | 2 | 1 | 4  |
| 3     | Deutschland | 0 | 1 | 1 | 2  |
| 4     | Frankreich  | 0 | 1 | 0 | 1  |

## Frauen

### Classic
| Platz | Land | Sportlerin            | Zeit [min] |
| ----- | ---- | --------------------- | ---------- |
| 1     | SUI  | Amélie Wenger-Reymond | 1:35,21    |
| 2     | GER  | Johanna Holzmann      | 1:35,66    |
| 3     | SUI  | Martina Wyss          | 1:37,25    |
| 4     | SUI  | Beatrice Zimmermann   | 1:41,78    |
| 5     | GBR  | Jasmin Taylor         | 1:41,81    |
| 6     | FRA  | Argeline Tan-Bouquet  | 1:43,57    |
| 7     | FRA  | Laly Chaucheprat      | 1:47,98    |
| 8     | NOR  | Guro Helde Kjølseth   | 1:49,84    |
| 9     | NOR  | Goril Strom Eriksen   | 1:49,84    |
| 10    | GER  | Kathrin Reischmann    | 1:50,66    |

Datum: 21. März 2021

Es waren 13 Teilnehmerinnen am Start.

Weitere Teilnehmerinnen aus deutschsprachigen Ländern:

 Berit Junger: 11. Platz

### Sprint
| Platz | Land | Sportlerin            | Zeit [min] |
| ----- | ---- | --------------------- | ---------- |
| 1     | SUI  | Amélie Wenger-Reymond | 1:38,65    |
| 2     | SUI  | Martina Wyss          | 1:40,92    |
| 3     | SUI  | Beatrice Zimmermann   | 1:44,33    |
| 4     | FRA  | Argeline Tan-Bouquet  | 1:47,17    |
| 5     | NOR  | Guro Helde Kjølseth   | 1:47,53    |
| 6     | GER  | Johanna Holzmann      | 1:47,75    |
| 7     | GBR  | Jasmin Taylor         | 1:49,02    |
| 8     | GER  | Kathrin Reischmann    | 1:51,14    |
| 9     | NOR  | Goril Strom Eriksen   | 1:53,80    |
| 10    | GER  | Berit Junger          | 2:00,52    |

Datum: 19. März 2021

Es waren 18 Teilnehmerinnen am Start.

Weitere Teilnehmerinnen aus deutschsprachigen Ländern:

 Anna Katharina Kessler: 11. Platz

### Parallelsprint
| Platz | Land | Sportlerin            |
| ----- | ---- | --------------------- |
| 1     | SUI  | Amélie Wenger-Reymond |
| 2     | SUI  | Beatrice Zimmermann   |
| 3     | GER  | Johanna Holzmann      |
| 4     | NOR  | Guro Helde Kjølseth   |
| 5     | GBR  | Jasmin Taylor         |
| 6     | FRA  | Argeline Tan-Bouquet  |
| 7     | NOR  | Goril Strom Eriksen   |
| 8     | GER  | Kathrin Reischmann    |

Datum: 20. März 2021

Es waren 17 Teilnehmerinnen am Start.

Weitere Teilnehmerinnen aus deutschsprachigen Ländern:

 Berit Junger: 11. Platz

 Anna Katharina Kessler: 12. Platz

 Neva Lucia Willmann: 15. Platz

## Männer

### Classic
| Platz | Land | Sportler           | Zeit [min] |
| ----- | ---- | ------------------ | ---------- |
| 1     | SUI  | Bastien Dayer      | 1:28,19    |
| 2     | NOR  | Trym Nygaard Løken | 1:31,44    |
| 3     | SUI  | Nicolas Michel     | 1:32,89    |
| 4     | SLO  | Jure Aleš          | 1:33,06    |
| 5     | FRA  | Noé Claye          | 1:36,51    |
| 6     | FRA  | Elie Nabot         | 1:38,68    |
| 7     | GER  | Leonhard Müller    | 1:41,12    |
| 8     | GER  | Christoph Frank    | 1:43,49    |
| 9     | SUI  | Gaetan Procureur   | 1:43,69    |
| 10    | GER  | Thomas Orlovius    | 1:44,31    |

Datum: 21. März 2021

Es waren 16 Teilnehmer am Start.

### Sprint
| Platz | Land | Sportle            | Zeit [min] |
| ----- | ---- | ------------------ | ---------- |
| 1     | SUI  | Bastien Dayer      | 1:32,55    |
| 2     | NOR  | Trym Nygaard Løken | 1:33,76    |
| 3     | SUI  | Nicolas Michel     | 1:34,27    |
| 4     | SLO  | Jure Aleš          | 1:38,85    |
| 5     | FRA  | Elie Nabot         | 1:43,21    |
| 6     | GER  | Julian Seubert     | 1:46,55    |
| 7     | FRA  | Noé Claye          | 1:47,21    |
| 8     | GER  | Thomas Orlovius    | 1:47,54    |
| 9     | SUI  | Romain Beney       | 1:48,97    |
| 10    | SUI  | Alexi Mosset       | 1:49,64    |

Datum: 19. März 2021

Es waren 23 Teilnehmer am Start.

Weitere Teilnehmer aus deutschsprachigen Ländern:

 Gaetan Procureur: 16. Platz

### Parallelsprint
| Platz | Land | Sportler           |
| ----- | ---- | ------------------ |
| 1     | NOR  | Trym Nygaard Løken |
| 2     | SUI  | Bastien Dayer      |
| 3     | SUI  | Nicolas Michel     |
| 4     | SUI  | Romain Beney       |
| 5     | SLO  | Jure Aleš          |
| 6     | FRA  | Noé Claye          |
| 7     | FRA  | Elie Nabot         |
| 8     | SUI  | Gaetan Procureur   |

Datum: 20. März 2021

Es waren 18 Teilnehmer am Start.

Weitere Teilnehmer aus deutschsprachigen Ländern:

 Julian Seubert: 9. Platz

 Leonhard Müller: 10. Platz

 Christoph Frank: 11. Platz

 Thomas Orlovius: 12. Platz

## Mixed

### Team Parallelsprint
| Platz | Land       |
| ----- | ---------- |
| 1     | Schweiz    |
| 2     | Frankreich |
| 3     | Norwegen   |

Datum: 20. März 2021